# Liste des conseillers régionaux du Haut-Rhin

## Conseil régional du Grand Est

### Mandature 2021 - 2028
À la suite de la création de la Collectivité européenne d'Alsace, les conseillers régionaux pour les départements du Bas-Rhin et du Haut-Rhin sont élus dans une seule section électorale.
Voir : Liste des conseillers régionaux d'Alsace

### Mandature 2015-2021
Composition : 
| Période     | Élus | Groupe socialiste | Majorité régionale | Majorité régionale | Majorité régionale | Majorité régionale |               | Les Patriotes - Front national         |
| Période     | Élus | PS                | LR                 | UDI                | MoDem              | DVD                |               | FN                                     |
| ----------- | ---- | ----------------- | ------------------ | ------------------ | ------------------ | ------------------ | ------------- | -------------------------------------- |
| Période     | Élus |                   |                    |                    |                    |                    |               |                                        |
| 2016-2017   | 23   | 2                 | 9                  | 4                  | 1                  | 1                  |               | 6                                      |
| 2016-2017   | 23   | 2                 | 15                 | 15                 | 15                 | 15                 |               | 6                                      |
| Période     | Élus | Groupe socialiste | Majorité régionale | Majorité régionale | Majorité régionale | Majorité régionale | Les Patriotes | Front national - Bleu Marine Grand Est |
| Période     | Élus | PS                | LR                 | UDI                | MoDem              | DVD                | LP            | FN                                     |
| Période     | Élus |                   |                    |                    |                    |                    |               |                                        |
| depuis 2017 | 23   | 2                 | 9                  | 4                  | 1                  | 1                  | 1             | 5                                      |
| depuis 2017 | 23   | 2                 | 15                 | 15                 | 15                 | 15                 | 1             | 5                                      |

Liste des élus : 
| Conseiller régional                 | Parti | Parti | Groupe | Groupe                                                                                          | Fonction au sein du conseil régional                                                                                         |
| ----------------------------------- | ----- | ----- | ------ | ----------------------------------------------------------------------------------------------- | --- |
| Jean Rottner                        |       | LR    |        | Majorité régionale                                                                              | 3e vice-président (2016-2017) Président du groupe Majorité régionale (2016-2017) Président du conseil régional (depuis 2017) |
| Françoise Boog                      |       | LR    |        | Majorité régionale                                                                              | 8e vice-président (2016-2017)                                                                                                |
| Jacques Cattin                      |       | LR    |        | Majorité régionale                                                                              | |
| Claudine Ganter                     |       | LR    |        | Majorité régionale                                                                              | |
| Francis Kleitz                      |       | UDI   |        | Majorité régionale                                                                              | |
| Nejla Brandalise                    |       | LR    |        | Majorité régionale                                                                              | |
| Jean-Paul Omeyer                    |       | LR    |        | Majorité régionale                                                                              | Président de la commission Sport (2016-2017) 11e vice-président (depuis 2017)                                                |
| Christèle Willer                    |       | LR    |        | Majorité régionale                                                                              | 14e vice-président (depuis 2017)                                                                                             |
| Laurent Wendlinger                  |       | DVD   |        | Majorité régionale                                                                              | |
| Chantal Risser                      |       | UDI   |        | Majorité régionale                                                                              | |
| Bernard Gerber                      |       | LR    |        | Majorité régionale                                                                              | |
| Martine Laemlin                     |       | UDI   |        | Majorité régionale                                                                              | |
| Christian Debève                    |       | UDI   |        | Majorité régionale                                                                              | |
| Denise Buhl                         |       | MoDem |        | Majorité régionale                                                                              | |
| Thierry Nicolas                     |       | LR    |        | Majorité régionale                                                                              | |
| Virginie Joron                      |       | FN    |        | Les Patriotes - Front national (2016-2017) Front national - Bleu Marine Grand Est (depuis 2017) | Présidente du groupe Front national (depuis 2017)                                                                            |
| Sylvain Marcelli                    |       | FN    |        | Les Patriotes - Front national (2016-2017)                                                      | |
| Sylvain Marcelli                    |       | LP    |        | Les Patriotes (depuis 2017)                                                                     | |
| Marion Wilhelm                      |       | FN    |        | Les Patriotes - Front national (2016-2017) Front national - Bleu Marine Grand Est (depuis 2017) | |
| Christian Zimmermann                |       | FN    |        | Les Patriotes - Front national (2016-2017) Front national - Bleu Marine Grand Est (depuis 2017) | |
| Marie-Hélène de Lacoste-Lareymondie |       | FN    |        | Les Patriotes - Front national (2016-2017) Front national - Bleu Marine Grand Est (depuis 2017) | |
| Grégory Stich                       |       | FN    |        | Les Patriotes - Front national (2016-2017) Front national - Bleu Marine Grand Est (depuis 2017) | |
| Antoine Homé                        |       | PS    |        | Groupe socialiste                                                                               | |
| Cléo Schweitzer                     |       | PS    |        | Groupe socialiste                                                                               | |

## Conseil régional d'Alsace

### Mandature 2010-2015
Le Haut-Rhin compte 18 conseillers régionaux sur les 47 élus qui composent l'assemblée du conseil régional d'Alsace, issue des élections des 14 et 21 mars 2010.
Composition par ordre décroissant du nombre d'élus :
- UMP : 8 élus.
- PS : 4 élus.
- UDI : 2 élus.
- FN : 2 élus.
- Les Verts : 1 élue.
- MEI : 1 élu.

| Identité            | Étiquette | Étiquette | Groupe                         | Autres mandats/fonctions                      |
| ------------------- | --------- | --------- | ------------------------------ | --------------------------------------------- |
| Jean-Marie Belliard |           | UMP       | Majorité Alsacienne            | Maire de Sierentz                             |
| Martine Binder      |           | FN        | Front National                 | Conseillère Municipale de Mulhouse            |
| Patrick Binder      |           | FN        | Front National                 | Conseiller Municipal de Mulhouse              |
| Nejla Brandalise    |           | UMP       | Majorité Alsacienne            |                                               |
| Chrysanthe Camilo   |           | UMP       | Majorité Alsacienne            | Maire de Walheim                              |
| Jacques Cattin      |           | UMP       | Majorité Alsacienne            | Maire de Vœgtlinshoffen                       |
| Michel Cheray       |           | PS        | Parti Socialiste et apparentés | Maire-adjoint de Kingersheim                  |
| René Danesi         |           | UDI       | Majorité Alsacienne            | Maire de Tagsdorf                             |
| Arlette Grosskost   |           | UMP       | Majorité Alsacienne            | Députée de la 5e circonscription du Haut-Rhin |
| Yves Hemedinger     |           | UMP       | Majorité Alsacienne            | 1er adjoint au Maire de Colmar,               |
| Antoine Homé        |           | PS        | Parti Socialiste et apparentés | Maire de Wittenheim                           |
| Jean-Paul Omeyer    |           | UMP       | Majorité Alsacienne            | 1er adjoint au Maire de Cernay                |
| Chantal Risser      |           | UDI       | Majorité Alsacienne            | Maire-adjointe de Mulhouse                    |
| Pascale Schmidiger  |           | UMP       | Majorité Alsacienne            | Maire-adjointe de Saint-Louis                 |
| Cléo Schweitzer     |           | PS        | Parti Socialiste et apparentés | Conseiller municipal de Mulhouse              |
| Djamila Sonzogni    |           | Les Verts | Europe Écologie Alsace         |                                               |
| Victorine Valentin  |           | PS        | Parti Socialiste et apparentés | Conseillère municipale de Colmar              |
| Antoine Waechter    |           | MEI       | Europe Écologie Alsace         | Conseiller municipal de Fulleren              |

### Mandature 2004-2010
Lors de cette mandature le département disposait de 20 sièges.
- 9 UMP : Jean-Marie Belliard, Nejla Brandalise, Chrysanthe Camilo, Jacques Cattin , Arlette Grosskost,  Yves Hemedinger , Jean-Paul Omeyer,  Pascale Schmidiger
- 5 PS : Jean-Pierre Baeumler, Monique Marchal, Martine Diffor, Antoine Homé
- 3 FN : Patrick Binder, Martine Binder, René Curan
- 1 Les Verts : Djamila Sonzogni
- 1 MoDem : Odile Uhlrich-Mallet
- 1 DVD : Bernard Stoessel
- 1 NC : René Danesi